# Voetganger

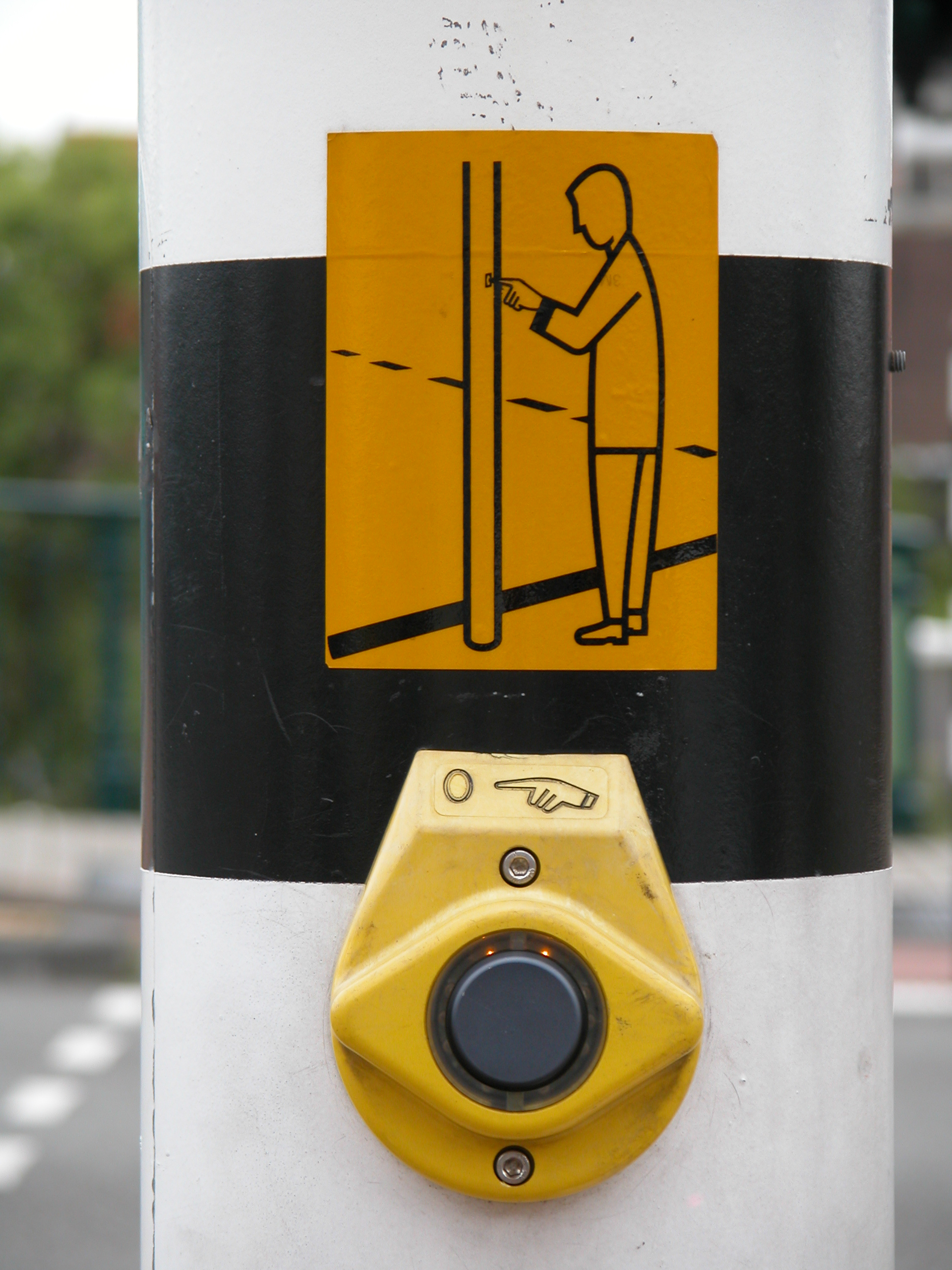
Voetgangersverkeerslicht

Een voetganger is een persoon die te voet aan het verkeer deelneemt.
Het woord 'voetganger' wordt alleen in verband met verkeer gebruikt. Buiten dit verband kan in veel gevallen het woord wandelaar gebruikt worden. In Nederland is een voetganger de enige verkeerscategorie die geen bestuurder is, zo is vastgesteld in de Wegenverkeerswet 1994. Hij is echter wel weggebruiker.
Verder zijn volgens deze Nederlandse wet onder andere mensen met een kruiwagen, kinderwagen, step (zonder motoraandrijving), skelter (reuzeskelter), kinderfiets (op het voetpad rijden mag tot 9 jaar)) en mensen op skeelers, rolschaatsen en skateboard voetgangers. Ook de bestuurder van een gehandicaptenvoertuig die zich op het trottoir of voetpad begeeft, of oversteekt van het ene naar het ander trottoir/voetpad wordt gezien als voetganger.
Een voetganger begeeft zich meestal over het trottoir of voetpad, of ander voetgangersgebied. Bij ontbreken daarvan mag hij in Nederland van het fietspad of het fiets/bromfietspad gebruikmaken en bij afwezigheid daarvan van de berm of de uiterste zijde van de rijbaan. Een autoweg of autosnelweg mag hij niet gebruiken. Als er geen voetpad, fietspad, fiets/bromfietspad of ventweg is kan hij hier dus helemaal niet lopen.  Hij mag ook geen weg gebruiken met een verbodsbord voor voetgangers (C16).
"Personen die zich verplaatsen met behulp van voorwerpen, niet zijnde voertuigen" (zoals met skeelers en inline skates, rolschaatsen, een step of een skateboard) zijn ook voetganger, maar mogen in Nederland sinds 1 april 2008 ook bij aanwezigheid van een trottoir of voetpad van het fiets(/bromfiets)pad gebruikmaken en bij afwezigheid daarvan van de rijbaan.
De normale loopsnelheid van voetgangers is ongeveer 5 km/h. Deze snelheid komt ook terug in de oude Nederlandse lengtemaat uur gaans (kortweg uur), die ongeveer gelijkstaat aan 5 kilometer.

## Belangenbehartiging
In het kader van de belangenbehartiging voor de voetganger is in 1953 een Voetgangersvereniging opgericht. Na het mislukken van de integratie binnen verkeersveiligheid als 3VO voert MENSenSTRAAT sinds 2017 landelijke lobby voor veilige en aantrekkelijke ruimte voor de voetganger op straat. Zo werden de resultaten van een kenniscafé bij de SWOV ingebracht bij het Algemeen Overleg Verkeersveiligheid van de Tweede Kamer. Juli 2021 pleit de directeur van de SWOV, ondersteund door zijn collega’s van VVN en CROW met een publicatie in Verkeerskunde om gelijk bij de aankomende nieuwbouw van een miljoen nieuwe huizen te zorgen voor een veilige inrichting van de woonstraten door te zorgen voor goede trottoirs of anders een 15 km/uur inrichting. Op deze manier wordt een structurele en preventieve bijdrage geleverd aan de verkeersveiligheid van de lopende mens en kan de verdrongen mobiliteit worden verminderd. 